# Guillaume Boutin
Guillaume Boutin (Chambray-lès-Tours, 1974) is een Frans bedrijfsleider. Van 2019 tot februari 2025 was hij CEO van telecombedrijf Proximus.

## Levensloop
Guillaume Boutin behaalde een diploma 'baccalauréat scientifique', studeerde af als telecommunicatie-ingenieur aan het Télécom SudParis in Frankrijk en behaalde een diploma aan het HEC Paris in Frankrijk. Hij werkte van 2000 tot 2003 bij een webstart-up in New York in de Verenigde Staten. Vervolgens ging hij aan de slag bij het Franse telecombedrijf SFR, waar hij verschillende functies op het vlak van strategie, financiën en marketing bekleedde. In 2015 maakte Boutin de overstap naar Canal+, waar hij marketingdirecteur werd.
In augustus 2017 trad hij als Chief Consumer Market Officer toe tot het directiecomité van telecombedrijf Proximus, waar hij in december 2019 Dominique Leroy als CEO opvolgde. Op 7 februari 2025 kondigde de groep zijn vertrek naar Vodafone aan.
Sinds december 2019 is Boutin tevens voorzitter van de raad van bestuur van BICS en sinds januari 2021 van Telesign. Sinds 2023 is hij bestuurder van Pluxee.